# Огранович, Михаил Александрович
Михаил Александрович Огранович (1848—1912) — русский военный и промышленный деятель.
Был начальником Технической артиллерийской школы, членом Русского географического общества, а также членом Общества попечения о бедных детях артиллерийских офицеров и Общества призрения калек несовершеннолетнего возраста.

## Биография
Родился 1 октября 1848 года в православной семье в д. Саловка Лубенского уезда Полтавской губернии.
Когда подошло время учиться, мать решила, следуя семейной традиции, определить сына в Морской кадетский корпус, поскольку среди
предков Ограновичей было много морских офицеров. Но когда подошел срок и нужно было ехать в Петербург, мать пожалела сына и определила его в Петровский Полтавский кадетский корпус.
Окончил кадетский корпус в 1866 году, затем — Михайловские училище (1869) и академию (1875), откуда выпущен во 2-ю конную артиллерийскую бригаду. С 14 декабря 1876 года служил на Патронном заводе.
Последовательно получал чины: подпоручик (12.7.1869), поручик (31.10.1871), штабс-капитан (26.11.1874), капитан (30.8.1881), полковник (1.4.1890), генерал-майор (1900).
29 марта 1909 года, будучи начальником Петербургского трубочного завода и совещательным членом Артиллерийского комитета Главного артиллерийского управления, Михаил Огранович был произведен в генерал-лейтенанты.
10 мая 1911 года по болезни был уволен со службы с мундиром и пенсией. Последние военные данные об Ограновиче относятся к «Списку генералам по старшинству», составлен по 1 июля 1910 года (стр. 333).
Умер Михаил Александрович 27 января 1912 года в Санкт-Петербурге, был похоронен на Волковском православном кладбище. При перепланировке кладбища в 1950-х годах его могила была уничтожена.

## Награды
- Был награждён орденами Св. Анны 3-й степени (1882), Св. Владимира 4-й степени (1886), Св. Станислава 2-й степени (1894), Св. Анны 2-й степени (1896), Св. Владимира 3-й степени (1903), Св. Станислава 1-й степени (1906).
- Также награждён иностранной наградой: орденом Китайского двойного дракона 1-й степени 3-го класса (1897).